# Polski Apostolat Katolicki w Lawrenceville
Polski Katolicki Apostolat (ang. Polish Catholic Apostolate) – misja rzymskokatolicka położona w Lawrenceville, Georgia, Stany Zjednoczone.
Jest ona misją rzymskokatolicką dla Polaków przebywających w okolicach Atlanty, prowadzoną przez Towarzystwo Chrystusowe dla Polonii Zagranicznej.
Nabożeństwa w j. polskim są prowadzone m.in. w kościołach:
- Kościół św. Małgorzaty d’Youville (ang. St. Marguerite d’Youville Church)[1]
- Kościół Najświętszej Maryi Panny Matki Kościoła (ang. Mary Our Queen Church)[2]